# Amphitectus areolatus
Amphitectus areolatus is een vliesvleugelig insect uit de familie van de Figitidae. De wetenschappelijke naam van de soort is voor het eerst geldig gepubliceerd in 1840 door Hartig.